# Galphimia sessilifolia
Galphimia sessilifolia là một loài thực vật có hoa trong họ Malpighiaceae. Loài này được Rose mô tả khoa học đầu tiên năm 1895.